# Тяжёлая атлетика на летних Олимпийских играх 1896 — толчок одной рукой
Соревнования по тяжёлой атлетике в толчке одной рукой среди мужчин на летних Олимпийских играх 1896 прошли 7 апреля. Приняли участие четыре спортсменов из трёх стран.

## Призёры
| Золото                          | Серебро            | Бронза                         |
| Ланчестон Эллиот Великобритания | Вигго Йенсен Дания | Александрос Николопулос Греция |

## Соревнование
| Место | Спортсмен                     | Результат       |
| ----- | ----------------------------- | --------------- |
| 1     | Ланчестон Эллиот (GBR)        | 71,0 кг         |
| 2     | Вигго Йенсен (DEN)            | 57,0 кг         |
| 3     | Александрос Николопулос (GRE) | 40,0 кг/57,0 кг |
| 4     | Сотириос Версис (GRE)         | 40,0 кг         |